# Дженна Маккоркелл
Дженна Маккоркелл (англ. Jenna McCorkell, зустрічається також нині модне написання прізвища МакКоркелл або Мак-Коркелл, щоб показати особливу частку Мак; нар. 15 вересня 1986, Колрейн, Ольстер, Велика Британія) — британська фігуристка, що виступає у жіночому одиночному фігурному катанні.
П'ятиразова переможиця Національної першості з фігурного катання Великої Британії (2003—2005, 2007 і 2010 років), неодноразова учасниця Чемпіонатів Європи (найкращий виступ — 8-е місце 2008 року) і Чемпіонатів світу (найвище досягнення — 20-а позиція на ЧС-2009), інших престижних міжнародних змагань з фігурного катання, у турнірі одиночниць на XXI Зимовій Олімпіаді посіла 29-е (передостаннє) місце.

## Факти з життя
- Дженна Маккоркелл відносно пізно почала кататися на ковзанах — у 8-річному віці.

- 17 травня 2008 року фігуристка взяла шлюб з бельгійським фігуристом, Кевіном ван дер Перреном, багаторічним лідером збірної своєї країни, заради якого навіть переїхала до Бельгії і почала тренуватися разом з тренером свого чоловіка, бельгійським фахівцем Сільві Де Рейке (Silvie De Rijcke).

## Спортивні досягнення
| Змагання / Сезони                                  | 2001/2002 | 2002/2003 | 2003/2004 | 2004/2005 | 2005/2006 | 2006/2007 | 2007/2008 | 2008/2009 | 2009/2010 |
| -------------------------------------------------- | --------- | --------- | --------- | --------- | --------- | --------- | --------- | --------- | --------- |
| Зимові Олімпійські ігри                            |           |           |           |           |           |           |           |           | 29        |
| Чемпіонати світу з фігурного катання               |           | 21        | 24        | 22        |           |           | 25        | 20        |           |
| Чемпіонати Європи з фігурного катання              |           | 19        | 14        | 16        |           | 15        | 8         | 9         | 14        |
| Чемпіонати світу з фігурного катання серед юніорів | 12        | 11        | 13        |           |           |           |           |           |           |
| Чемпіонати Великої Британії з фігурного катання    |           | 1         | 1         | 1         |           | 1         |           |           | 1         |
| Етапи Гран-Прі: «Cup of Russia»                    |           |           |           |           |           |           |           |           | 8         |
| Етапи Гран-Прі: «Skate Canada»                     |           |           |           | 8         |           |           |           | 7         | 10        |
| Етапи Гран-Прі: «NHK Trophy»                       |           |           |           |           |           | 11        |           |           |           |
| Етапи Гран-Прі: «Cup of China»                     |           |           |           | 6         |           |           |           |           |           |
| Етапи Гран-Прі: «Trophee Lalique»                  |           |           | 8         |           |           |           |           |           |           |
| Турніри: «Nebelhorn Trophy»                        |           | 9         |           |           | 6         |           |           | 5         |           |
| Турніри: «NRW Trophy»                              |           |           |           |           |           |           |           |           | 3         |
| Турніри «Золотий ковзан Загреба»                   |           |           |           |           |           | 12        | 13        | 3         |           |
| Турніри «Finlandia Trophy»                         |           |           | 10        | 10        |           |           | 9         | 6         | 5         |
| Меморіали Карла Шефера                             |           |           |           |           | 21        |           |           |           |           |
| Меморіали Ондрея Непела                            |           |           |           | 2         |           |           | 3         |           |           |
| Етапи юніорського Гран-Прі, Німеччина              |           | 3         |           |           |           |           |           |           |           |
| Етапи юніорського Гран-Прі, Італія                 | 5         | 8         |           |           |           |           |           |           |           |
| Етапи юніорського Гран-Прі, Швеція                 | 6         |           |           |           |           |           |           |           |           |